# Kirche der Entschlafung der Gottesmutter (Aleppo)

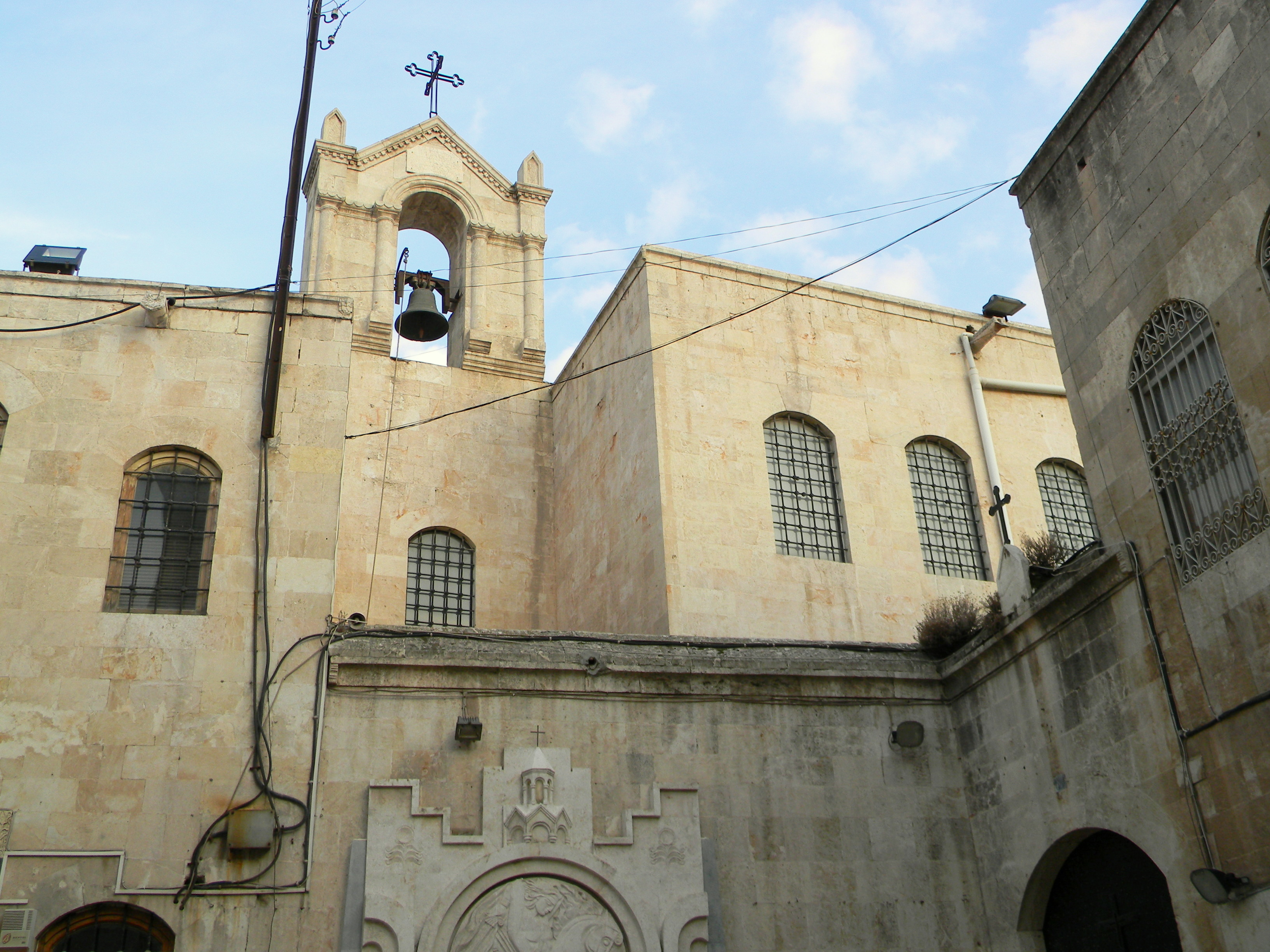
Entschlafungskirche 2011

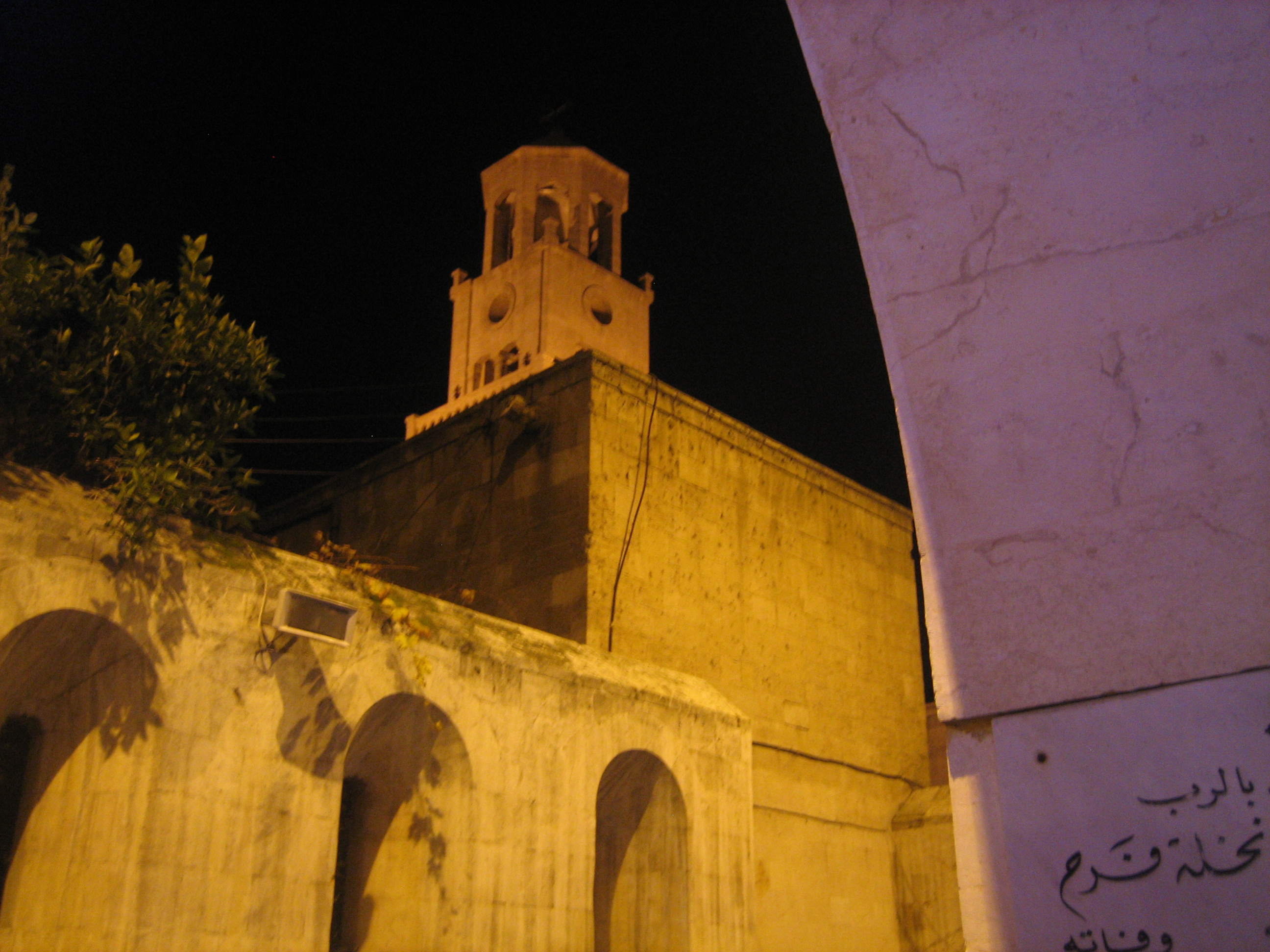
Nächtliche Ansicht, 2009

Die Kirche der Entschlafung unserer Frau (arabisch كنيسة رقاد السيدة العذراء Kanisa riqad as-Sayida al-eadhra', französisch église de la Dormition-de-la-Mère-de-Dieu) ist eine historische griechisch-orthodoxe Kirche aus dem 15. Jahrhundert in al-Dschudaide (Jdeydé), dem christlichen Viertel der syrischen Stadt Aleppo. Das Kirchenbauwerk ist die Heimat von über 100 Ikonen und Ikonostasen der Aleppiner Schule. Nach schwerer Beschädigung im Bürgerkrieg begann 2018 der Wiederaufbau.

## Geschichte
Die Entschlafungskirche wurde um 1500 in einem Bereich von Dschudaide errichtet, der auch als al-Saliba (الصليبة as-Saliba, von الصليب as-Salib ‚das Kreuz‘) bekannt wurde.
Die Entschlafungskirche wurde erstmals erwähnt in einem armenischen Manuskript von Movses Vardapet – als eine von drei Kirchen, die durch die Spende des armenischen Adeligen Reyis Baron Yesayi vergrößert und renoviert wurden. Die beiden anderen Kirchen waren die Vierzig-Märtyrer-Kathedrale und die maronitische Sankt-Elias-Kathedrale.
Der italienische Handlungsreisende Pietro Della Valle, der Aleppo 1625 besuchte, erwähnte die griechisch-orthodoxe Kirche als Kirche des Heiligen Georg sowie als eine der vier innerhalb eines Tores  aneinandergereihten Kirchen im neu gegründeten Christenviertel Dschudaide. Die anderen drei Kirchen waren die armenische Vierzig-Märtyrer-Kirche, die armenische Heilige-Muttergotteskirche (die derzeitige Zarehian-Schatzkammer) sowie die alte maronitische Kirche des Heiligen Elias.
1822 wurde die Kirche durch ein Erdbeben schwer beschädigt, später aber wieder aufgebaut.
Im Bürgerkrieg in Syrien wurde die Entschlafungskirche durch Beschuss am Dach, der Zentralkuppel und am Gewölbe erheblich beschädigt. Im Jahre 2018 begannen Restaurierungsarbeiten. Im April des Jahres wurde die noch im Wiederaufbau befindliche Kirche für die Ostermesse wiedereröffnet.